# Pablo Cuñat
Pablo Cuñat, né le 28 avril 2002 à Valence en Espagne, est un footballeur espagnol qui évolue au poste de gardien de but au FC Carthagena, en prêt du Levante UD.

## Biographie

### En club
Né à Valence en Espagne, Pablo Cuñat est formé au Levante UD. Le 13 juin 2017 il rejoint le centre de formation du FC Barcelone. Après trois à La Masia, il fait son retour au Levante UD.
Le 3 décembre 2021, Cuñat prolonge son contrat avec Levante, il est alors lié au club jusqu'en juin 2024.
Le 7 août 2023, Pablo Cuñat rejoint la SD Amorebieta sous la forme d'un prêt d'une saison,.
Cuñat joue son premier match en professionnel avec la SD Amorebieta contre son club formateur, le Levante UD, le 11 août 2023, à l'occasion de la première journée de la saison 2023-2024 de deuxième division espagnole. Il est titularisé et les deux équipes se neutralisent (1-1 score final),.
Le 9 juillet 2024, Pablo Cuñat est de nouveau prêté à un club de deuxième division, cette fois le FC Carthagena pour la durée d'une saison.

### En sélection
En septembre 2023, Pablo Cuñat est convoqué pour la première fois avec l'équipe d'Espagne espoirs. Il joue son premier match avec les espoirs lors de ce rassemblement, le 8 septembre 2023 contre Malte. Il est titularisé et son équipe l'emporte par six buts à zéro.